# Lev Ochanine
Lev Ochanine (en russe : Лев Ива́нович Оша́нин), né le 17 mai 1912 (30 mai dans le calendrier grégorien) à Rybinsk, mort le 30 décembre 1996 à Moscou, est un poète et dramaturge russe, lauréat du Prix Staline en 1950.

## Biographie

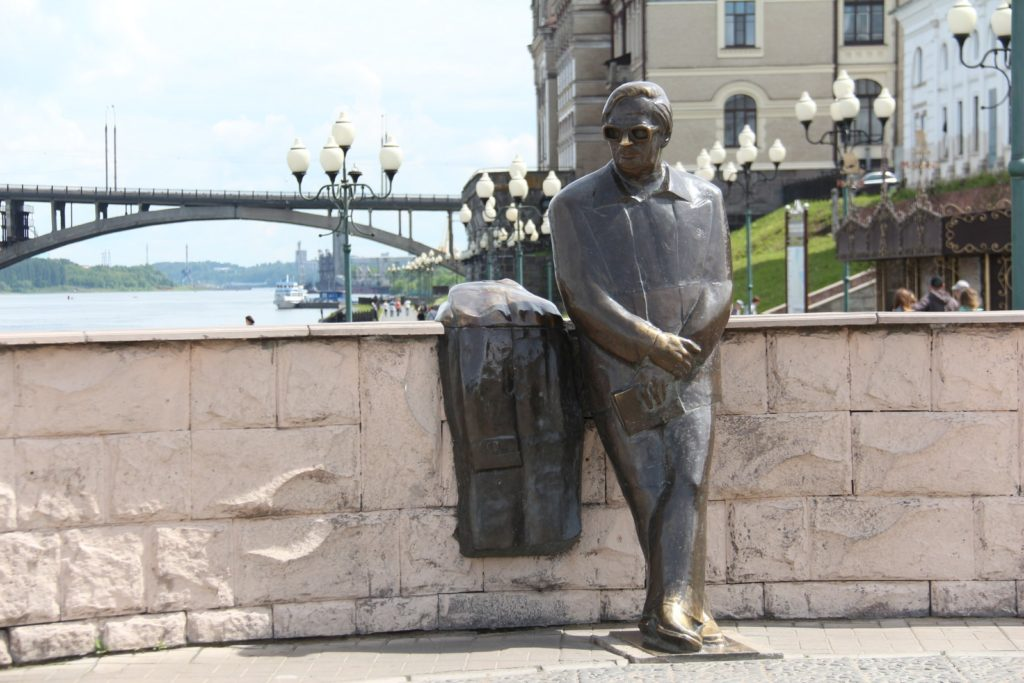
Statue de Lev Ochanine, Rybinsk, Russie

Issu de la noblesse, Lev Ochanine est le fils d'Ivan Aleksandrovitch Ochanine, un avocat spécialisé en droit privé, et de son épouse Maria Nikolaïevna - professeur de musique. La fratrie compte cinq garçons et une fille. Le père meurt lorsque Lev a quatre ans. En 1917, la famille va s'installer à Rostov où la mère dirige une crèche.
À partir de 1922, les Ochanine vivent à Moscou. Après ses études secondaires, Lev s'engage comme machiniste à l'usine sidérurgique, puis travaille comme guide au parc d'exposition agricole qui deviendra plus tard Centre panrusse des expositions. Il fréquente un atelier littéraire Zakal au sein duquel sera édité son premier recueil de récits Etazhy (Этажи). Admis dans l'Association russe des écrivains prolétaires, il publie ses vers dans Komsomolskaïa Pravda, Ogoniok, Molodaïa gvardia.
Sur le conseil des amis il quitte Moscou, car l'époque des grandes purges approche et les rumeurs commencent à circuler qu'il risque d'être inquiété à cause de ses origines nobles. En 1932-1935, il se retrouve à la construction de Khibinogorsk et de l'usine de traitement d'apatite de Khibinogorsk. Il devient ensuite directeur d'un club des travailleurs des mines, puis correspondant du journal Kirovski rabotchy. Il est licencié et chasse du Komsomol après dénonciation. De retour à la capitale en 1936, il commence un cursus à l'Institut de littérature Maxime-Gorki, mais après son mariage et la naissance des enfants interrompe ses études.
Lors de la Seconde Guerre mondiale, il ne sera pas appelé à cause de sa mauvaise vue, même pas pour servir de correspondant d'un journal militaire. Il est évacué avec femme et enfants à Kazan, puis, à Ielabouga. Là, sur recommandation de Boris Pasternak, il intègre l'Union des écrivains soviétiques dont la carte d'adhérent lui permet d'aller faire les reportages sur le front et lire ses vers devant les soldats. Ainsi ses activités le mènent sur le front de l'Ouest, front de Carélie et le troisième front biélorusse. Au cours de ces pérégrinations sera écrit l'un de ses poèmes les plus célèbres Les Chemins mis plus tard en musique par Anatoli Novikov. L'auteur raconte que la chanson est née sur la base militaire sur Litsa occidentale où, avec Mark Fradkine, il était en train d'interpréter la chanson Dans l'immensité blanche quand leur numéro a été interrompu par une explosion de mine, puis dans les jours suivants la moitié des soldant ont été tués lors des offensives des blindés. En 1944, il rejoint les rangs du PCUS.
Dans l'Union soviétique d'après-guerre, il dirige les séminaires pour jeunes poètes à l'Institut de littérature Gorki. Parmi ses élèves on peut nommer Anatoli Pristavkine. 
En 1958-1990, il est membre du conseil d'administration de l'Union des écrivains soviétiques de la RSFS, et depuis 1976 - de l'Union des écrivains soviétiques.
Lev Ochanine meurt le 31 décembre 1996 et sera enterré au Cimetière Vagankovo.

## Œuvres
Les œuvres majeures de Lev Ochanine sont :
- Les Chemins (Дороги/Эх, дороги, пыль да туман..., 1945)
- Je revenais de Berlin (Ехал я из Берлина, 1945)
- Dans notre cours, il y avait une fille... (А у нас во дворе есть девчонка одна, 1963)
- L'Hymne de la jeunesse démocratique du monde (Гимн демократической молодежи мира, 1947)
- Lénine est toujours avec toi (Ленин всегда с тобой, 1955)
- La Chanson sur la jeunesse anxieuse (Песня о тревожной молодости, 1958)
- La Volga (Течёт Волга/Издалека долго течёт река Волга..., 1962)
- Que le soleil soit toujours ou L'anneau solaire (Солнечный круг/Пусть всегда будет солнце, 1962)

## Décorations
- Ordre de Lénine (29.05.1987)
- Ordre de la révolution d'Octobre (28.05.1982)
- Ordre du Drapeau rouge du Travail (05.06.1962)
- Ordre de l'Insigne d'honneur (02.07.1971)
- Prix Staline de 1re classe en 1950, pour les chansons du film Jeunesse du monde de József Kiss et Arsha Ovanessova (Юность мира, 1949)